# Myriam Bédard
Myriam Bédard (Neufchâtel, 22 de diciembre de 1969) es una deportista canadiense que compitió en biatlón.
Participó en tres Juegos Olímpicos de Invierno, entre los años 1992 y 1998, obteniendo en total tres medallas: dos oros en Lillehammer 1994 y un bronce en Albertville 1992. Ganó dos medallas en el Campeonato Mundial de Biatlón de 1993, oro en velocidad y plata en la prueba individual.

## Palmarés internacional
| Juegos Olímpicos   | Juegos Olímpicos      | Juegos Olímpicos  | Juegos Olímpicos |
| Año                | Lugar                 | Medalla           | Prueba           |
| ------------------ | --------------------- | ----------------- | ---------------- |
| 1992               | Albertville (Francia) | Medalla de bronce | Individual       |
| 1994               | Lillehammer (Noruega) | Medalla de oro    | Velocidad        |
| 1994               | Lillehammer (Noruega) | Medalla de oro    | Individual       |
| Campeonato Mundial |                       |                   |                  |
| Año                | Lugar                 | Medalla           | Prueba           |
| 1993               | Borovets (Bulgaria)   | Medalla de oro    | Velocidad        |
| 1993               | Borovets (Bulgaria)   | Medalla de plata  | Individual       |